# Grzebieniec
Grzebieniec (kaszb. Grzebiéńcz) – część wsi Brodnica Górna w Polsce, położona w województwie pomorskim, w powiecie kartuskim, w gminie Kartuzy, na terenie Kaszubskiego Parku Krajobrazowego. Wchodzi w skład sołectwa Brodnica Górna. 
Wieś szlachecka położona była w II połowie XVI wieku w powiecie mirachowskim województwa pomorskiego. W latach 1975–1998 Grzebieniec administracyjnie należał do województwa gdańskiego.
Grzebieniec leży w pobliżu Wielkiego Brodna na trasie Drogi Kaszubskiej i szlaku wodnego „Kółko Raduńskie”. U podnóża Złotej Góry (235,1 m n.p.m.) odbywa się na przełomie czerwca i lipca doroczny festyn kaszubski zwany Truskawkobraniem.